# Friedrich Brandl

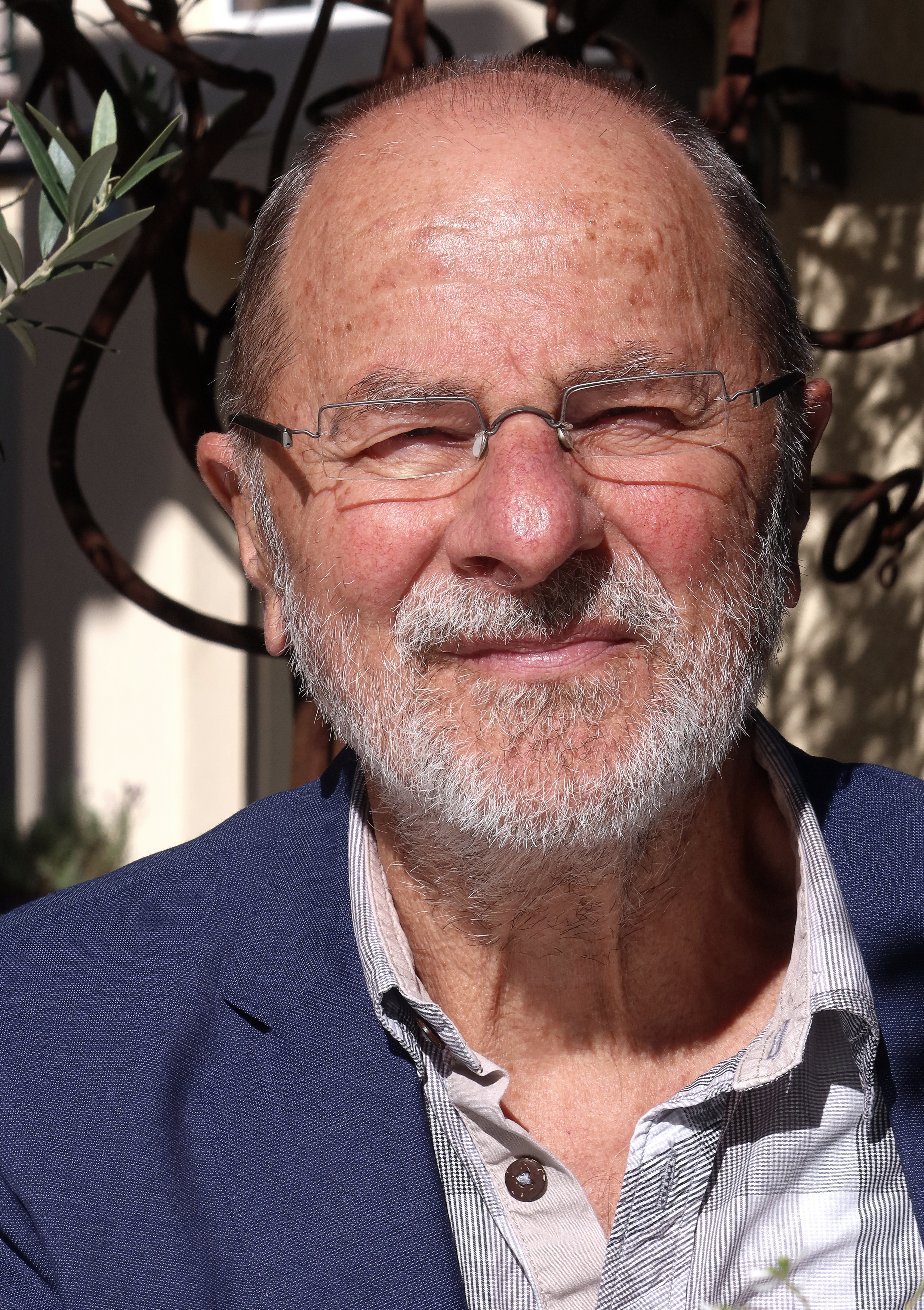
Friedrich Brandl, 2021

Friedrich Brandl (* 1946 in Amberg) ist ein deutscher Lyriker und Schriftsteller (Schriftsprache und bayerische Mundart).

## Leben
Von 1961 bis 1964 absolvierte Friedrich Brandl eine Lehre als Industriekaufmann bei der Luitpoldhütte in Amberg.
Ab 1965 besuchte er das Spätberufenenseminar St. Matthias mit Gymnasium und Kolleg in Wolfratshausen, eine Einrichtung des Zweiten Bildungswegs, und hat dort 1970 das Abitur erworben.  Nach dem Studium der Erziehungswissenschaften in Regensburg begann er 1973 seinen Dienst als Volksschullehrer im Landkreis Ansbach, Mittelfranken. Von 1978 bis 2008 war er Hauptschullehrer im Landkreis Amberg-Sulzbach. Seit 1983 schreibt Brandl Lyrik und Prosa.  Er wohnt in Amberg, ist verheiratet und hat drei erwachsene Kinder.
Friedrich Brandl ist Mitglied im Verband deutscher Schriftsteller (VS).

## Werke

### Monographien
- Im Freien daheim. lichtung verlag, Viechtach 2022, ISBN 978-3-941306-50-9[5]

- Immer in Sichtweite. Ein Abecedarium, lichtung verlag, Viechtach 2019, ISBN 978-3-941306-91-2
- inmitten meiner grünen insel. Gedichte, lichtung verlag, Viechtach 2016, ISBN 978-3-941306-23-3, mit Grafiken von Ina Meillan. 96 Seiten

- Glock'n'Roll. lichtung verlag, Viechtach 2012, ISBN 978-3-929517-95-8 (Eine Jugend im Schatten der Martinskirche, mit Illustrationen von Ina Meillan. 144 Seiten, Klappenbroschur)
- Wieder am Bauzaun. lichtung verlag, Viechtach 2010, ISBN 978-3-929517-91-0 (Eine Geschichte von Tränengas und Zärtlichkeit)[6]
- kalk. edition mola-mola, Ingelheim am Rhein 2009, ISBN 978-3-9810269-3-1 (gedichte ~ poèmes mit Zeichnungen von Jean-Christophe Meillan)
- granit. edition mola-mola, Amberg 2007, ISBN 3-9810269-2-6 (gedichte | básně mit Fotografien von Jean-Christophe Meillan)
- Ziegelgassler. lichtung verlag, Viechtach ISBN 978-3-929517-87-3, (Eine Kindheit nach dem Krieg, mit Illustrationen von Ina Meillan. 144 Seiten, 16 Illustrationen, Klappenbroschur)
- schiefer. edition mola-mola, Nürnberg 2005, ISBN 3-9810269-0-X (gedichte • poèmes mit Grafiken von Jean-Christophe Meillan)
- Meine Finga in deina Rindn. edition lichtung, Viechtach 1992/2002, ISBN 3-9802078-6-2 (Gedichte, 64 Seiten, Broschur)
- Flussabwärts bei den Steinen. edition lichtung, Viechtach 2002, ISBN 3-929517-59-0 (Gedichte, 64 Seiten, Broschur)
- Zum Nouchdenka. Eigenverlag des Autors, Amberg 1984/1987, (Gedichte)

### Publikationen als Co-Autor
- Zu Fuß auf der Goldenen Straße. Verlag Sankt Michaelsbund, München o. J., ISBN 978-3-939905-18-9 (Eine literarische Wanderung von Pilsen nach Amberg, Friedrich Brandl, Harald Grill, Bernhard Setzwein (184 Seiten, zahlreiche Farbfotos, fest gebunden))
- Flüsse. Gedichte, lichtung verlag, Viechtach 2021, ISBN 978-3-941306-40-0
- Berge  Gedichte, im Lichtung-Lesebuch, lichtung verlag, Viechtach 2018, ISBN 978-3-941306-77-6
- Vastehst me. Bairische Gedichte aus 40 Jahren, lichtung verlag, Viechtach 2014, ISBN 978-3-941306-09-7 (hrsg. von Eva Bauernfeind, Hubert Ettl u. Kristina Pöschl)
- Zu Fuß auf der Goldenen Straße. Verlag Sankt Michaelsbund, München o. J., Audio-CD, ISBN 978-3-939905-29-5 (Friedrich Brandl, Bernhard Setzwein, Harald Grill begleitet vom Duo De Clarinettes-Basses, 70 Minuten)
- Gedichte in: Wälder – Weite – Wildnis: Nationalpark Bayerischer Wald. (Hrsg. H. Grill, G. Moser, W. Bäuml) Buch&Kunstverlag Oberpfalz, Amberg 2000, ISBN 3-924350-85-X (Gedichte, 120 Seiten, 94 Farbbilder, festgebunden)
- Gedichte in Waldland – Poetische Streifzüge durch den Bayer. Wald (Hrsg. Bruno Mooser), edition lichtung, Viechtach 1999, ISBN 3-929517-34-5 (96 Seiten, 57 S/W-Fotos, festgebunden)
- Gedichte in: Oberpfalz, Hrsg. Hubert Ettl / Harald Grill, edition lichtung, Viechtach 1995, ISBN 3-929517-07-8 (Reise-Lesebuch, 180 Seiten, 90 S/W-Fotos, festgebunden)
- Gedichte in: Steinsiegel, Hrsg. Erika Eichenseer, Buch&Kunstverlag Oberpfalz, Amberg 1993, ISBN 3-924350-29-9 (Gedichte und Geschichten aus der Oberpfalz, 232 Seiten, 8 Farbtafeln, festgebunden)
- Gedichte in: Zwischen Radbuza und Regen. Hrsg. F. Fabian, J. Hruby, B. Setzwein, Buch&Kunstverlag Oberpfalz, Amberg 1993, ISBN 3-924350-32-9 (Ein bayrisch-böhmisches Lesebuch, 148 Seiten, 59 Duotone-Bilder, festgebunden)
- Gedichte in: Wackersdorf. Andreas-Haller-Verlag, Passau 1986, ISBN 3-88849-021-9 (Bilder und Texte aus dem Widerstand)

## Auszeichnungen
- 2013: Kulturpreis des Bezirks Oberpfalz in der Kategorie Literatur[7]
- 2014: Preis „Brückenbauer“ des Centrum Bavaria Bohemia, Schönsee